# Аксогим
Аксоги́м (каз. Ақсоғым) — село у складі Теректинського району Західноказахстанської області Казахстану. Адміністративний центр Аксогимського сільського округу.
У радянські часи село називалось Восход.
Населення — 549 осіб (2021; 692 у 2009, 1160 у 1999, 1190 у 1989).